# Ratthapark Wilairot

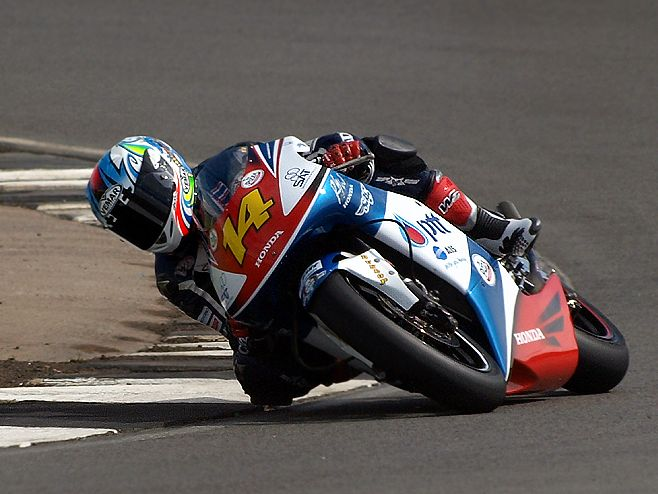
Ratthapark Wilairot 2009.

Ratthapark Wilairot född 14 april 1988 i Chon Buri provinsen, är en thailändsk roadracingförare som  deltar i VM i Moto2-klassen i Grand Prix Roadracing. Han har tävlat i flera klasser, i 250GP-klassen 2006-2009, i Moto2-klassen 2010-2014 dit han återvände efter ett fåtal deltävlingar i Supersport-VM 2015.

## Racingkarriär
Wilairot gjorde VM-debut som wildcard i Japans MotoGP 2006 i 250-klassen, kvalade in som nummer 14 och kom på plats 10 i mål. Han körde hela det japanska motorcykel mästerskapet och kom tvåa.
Thai Honda PTT SAG erbjöd honom kontrakt att köra hela säsongen 2007 i 250GP. Första året samlade han ihop 30 poäng på de 17 lopp han ställde upp i. Detta fick honom att hamna på plats 17 i VM-tabellen. Roadracing-VM 2008 fortsatte Wilairot hos Thai Honda PTT SAG och körde 16 lopp, samlade ihop 73 poäng och slutade på plats 13 i VM-tabellen. I flera av 2008 års lopp placerade han sig på plats 10 eller bättre. Även 2009 kom han på 13:e plats.
Roadracing-VM 2010 körde Wilairot den nya Moto2-klassen för SAG på en Bimota. Han kom 22:a i VM, men nådde sin bästa Grand Prix-placering genom fjärdeplatsen i TT Assen. Säsongen 2011 fortsatte han i samma team, ny med en FTR-motorcykel. Året blev dock förstört på grund av en svår motorcykelolycka på försäsongen. 2012 bytte Wilairot stall till Gresini Racing, men tävlade utan framgång. Samma sak gällde 2013 och Wilairot avbröt tävlandet efter halva säsongen.
Till säsongen 2015 bytte Wilairot klass till Supersport där han körde för Core PTR Honda och blev 11:a i VM med andraplatsen i Qatar som bästa resultat. Han hoppade också in som ersättningsförare i Moto2 för Caterham-teamet på en Caterham Suter andra halvan av Roadracing-VM 2014. Wilairot fortsatte i samma team, nu kallat Core Motorsport Thailand i Supersport-VM 2015. Han vann sin första seger säsongens andra deltävling, på Chang International Circuit i Thailand. Han blev därmed den förste thailändaren som vann ett heat i någon VM-klass i roadracing. Efter fem deltävlingar var det dock slutkört för Wilairot i Supersport och han körde enstaka race i Moto2 under resten av säsongen. 2016 ska han köra hela Moto2-säsongen för Idemitsu Honda Team Asia.

### Resultat 2007
| Datum        | Grand Prix     | Placering |
| ------------ | -------------- | --------- |
| 10 mars      | Qatar          | 14        |
| 25 mars      | Spanien        | 12        |
| 22 april     | Turkiet        | 15        |
| 6 maj        | Kina           | 12        |
| 20 maj       | Frankrike      | 11        |
| 3 juni       | Italien        | Bröt      |
| 10 juni      | Katalonien     | 17        |
| 24 juni      | Storbritannien | 8         |
| 30 juni      | Holland        | 14        |
| 15 juli      | Tyskland       | 19        |
| 19 augusti   | Tjeckien       | 16        |
| 2 september  | San Marino     | 13        |
| 16 september | Portugal       | Bröt      |
| 23 september | Japan          | Bröt      |
| 14 oktober   | Australien     | 19        |
| 21 oktober   | Malaysia       | 16        |
| 4 november   | Valencia       | 15        |

### Resultat 2008
| Datum        | Grand Prix     | Placering     |
| ------------ | -------------- | ------------- |
| 9 mars       | Qatar          | 13            |
| 30 mars      | Spanien        | 12            |
| 13 april     | Portugal       | 13            |
| 4 maj        | Kina           | 8             |
| 18 maj       | Frankrike      | 15            |
| 1 juni       | Italien        | 10            |
| 8 juni       | Katalonien     | 11            |
| 22 juni      | Storbritannien | 16            |
| 28 juni      | Holland        | 12            |
| 13 juli      | Tyskland       | 16            |
| 17 augusti   | Tjeckien       | 11            |
| 31 augusti   | San Marino     | 8             |
| 14 september | Indianapolis   | Inställt race |
| 28 september | Japan          | 13            |
| 5 oktober    | Australien     | 9             |
| 19 oktober   | Malaysia       | 8             |
| 26 oktober   | Valencia       | 8             |